# Vlasina (rivière)
Pour les articles homonymes, voir Vlasina.
La Vlasina, en serbe cyrillique Власина, est une rivière du sud-est de la Serbie. Elle a une longueur de 68 km. Elle est un affluent droit de la Južna Morava. La rivière donne également son nom à la région qu'elle traverse. 
La Vlasina appartient au bassin de drainage de la mer Noire. Son propre bassin couvre une superficie de 1 050 km2 . Elle n'est pas navigable. 

## La rivière
La Vlasina naît dans le lac Vlasina à une altitude de 1 213 m. Autrefois, ce lac était une tourbière marécageuse, mais, entre 1947 et 1951, un barrage a été construit sur la rivière et le marécage est dévenu un lac artificiel. 
La Vlasina oriente d'abord sa course vers le nord et passe entre les monts Čemernik (à l'ouest) et Gramada (à l'est). Elle traverse la ville de Crna Trava, le centre administratif de la région, ainsi que les villages de Brod, Krstićevo et Jabukovik, où elle atteint le mont Lužnica[Lequel ?] et reçoit sur sa droite les eaux de la Gradska reka.
La rivière oblique ensuite vers l'est et longe les pentes méridionales de la Lužnica. À Donje Gare, elle reçoit les eaux de la Tegošnica puis, à Svođe, celles de la Lužnica. La Vlasina poursuit sa course sur les pentes méridionales des monts Suva Planina et Babička gora puis atteint la ville de Vlasotince et la partie occidentale de la basse région de Leskovac, une partie de la vallée composite de la Južna Morava. Après Batulovce et Stajkovce, la Vlasina se jette dans la Južna Morava à l'est de Leskovac, à Mrštane.

## La région

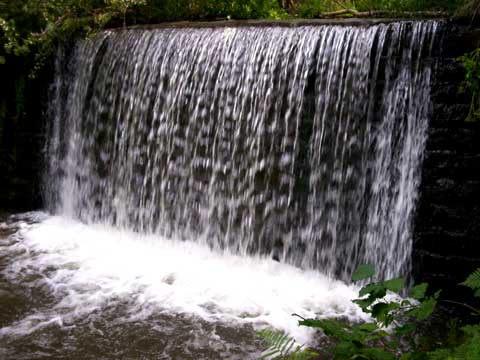
La Vlasina près de Crna Trava

La région de la Vlasina est frontalière de la Bulgarie. Près de Vlasotince, on peut voir les restes d'anciennes éruptions volcaniques. La région est composées de quatre micro-régions, celle de Crna Trava, celle de Znepolje, celle de Lužnica et celle de Vlasotince. Le centre le plus important de cette région est la ville de Vlasotince mais, en général, le secteur connaît une baisse démographique considérable. Par exemple, la municipalité de Crna Trava, qui comptait 13 748 habitants en 1953, n'en comptait plus que 6 336 en 1981 et 2 563 au recensement de 2002. De même la densité de population, qui était de 43 habitants par km² en 1953 n'était plus que de 8 habitants en 2002. 
En 2005, la société Hellenic Bottling Co., qui dépend de la Coca-Cola Company, a acheté une source de la région dont l'eau est vendue sous le nom de « Rosa ». Cela a provoqué des protestations parmi les défenseurs de l'environnement, car les militants de l'association « Eko baza Jug » craignaient que la surexploitation de la source n'assèche les sources de la rivière.